# Serious Sam
Serious Sam é o primeiro videogame (lançado em dois episódios) da série Serious Sam. É um jogo de tiro em primeira-pessoa (com opção de jogar em terceira-pessoa) criado pela desenvolvedora de jogos eletrônicos croata Croteam. Originalmente lançado somente para o mercado de computadores pessoais, a emergente popularidade de Serious Sam resultou em ports sendo criados para diversas plataformas, incluindo Xbox, GameCube, PlayStation 2 e Xbox Live Arcade, entre outros.
Os jogos seguem as aventuras do protagonista Sam "Serious" Stone em sua luta contra as forças do notório líder extraterrestre Mental, que almeja destruir a raça humana.

## Jogabilidade
Os jogos de Serious Sam são criados no estilo tradicional dos jogos de tiro em primeira-pessoa, como Doom e Quake. Inimigos spawnam frequentemente e atacam em grandes ondas pelo mapa, e o jogador deve evitar os seus projéteis e ataques esquivando-se para os lados e pulando, ao invés de simplesmente ir para alguma cobertura. Vida e armadura não são regenerativos, e podem ser recuperados por meio de itens espalhados pelas fases do jogo. A vida e armadura restante são representadas por porcentagens na tela. O combate é de ritmo elevado e frenético: as fases geralmente consistem de uma série de arenas bem elaboradas, nas quais o jogador deve derrotar um certo número de inimigos para poder prosseguir. O personagem consegue carrega um número diverso de armas, e munição é abundante.
O estilo visual do jogo é fantasioso e humoroso. Tipos de inimigos variam de soldados com lança-foguetes a robôs gigantes que correm contra o jogador, ou até homens-suicida sem cabeça e com duas bombas no lugar de mãos. Os ambientes incluem planetas alienígenas, pirâmides egípcias e florestas tropicais.
Serious Sam possui um modo de jogo cooperativo, na mesma máquina (com split-screen) e via Internet.

## Episódios
Serious Sam consiste de três episódios: Serious Sam: The First Encounter, Serious Sam: The Second Encounter, e o pacote de fases feito por fãs chamado Dark Island. O título Serious Sam: Gold Edition foi lançado com todo o conteúdo de The First Encounter, The Second Encounter e Dark Island juntos. Os jogos vêm em CDs separados (na versão do Reino Unido) e são idênticos às suas versões lançadas separadamente, exceto pelo model do protagonista em The First Encounter, que foi modificado para usar a versão do mesmo em The Second Encounter.

### Serious Sam: The First Encounter
The First Encounter foi o primeiro jogo da série. Teve o seu desenvolvimento iniciado desde 1996 e um vídeo demonstrando a sua jogabilidade fundamental no ano de 2000. The First Encounter foi originalmente desenvolvido pela Croteam como somente uma demonstração para a engine deles, e isto é a razão de alguns países terem presenciado o preço do jogo no lançamento menor do que a metade de outros jogos do gênero na época.

#### Enredo
O jogo se passa após os eventos de Serious Sam 3: BFE, com um prólogo introduzindo ao jogador o que aconteceu entre o fim de BFE e o começo da história de First Encounter. No tempo antigo, a Terra se envolveu em um grande conflito entre Mental, um ser extraterrestre maléfico que quer dominar o universo, e os Sirians, uma sensível raça alienígena que deixou para trás muitos de seus artefatos para serem descobertos pela humanidade. No século XXII, Mental e o seu exército de monstros grotescos retornam à Terra teimando destruir a humanidade. Como último recurso, a sociedade humana usa o Time-Lock, um misterioso artefato Sirian que contém o poder de transportar um único indivíduo a uma data anterior específica. Devido a sua bravura em lutar contra esses monstros, Sam "Serious" Stone foi escolhido para usar o Time-Lock, com esperança que ele consiga derrotar Mental e alterar o rumo da história humana.
Quando o jogo começa, Sam aparece no Egito. Ele viaja de um monumento egípcio a outro, lutando contra os monstros que Mental despacha no caminho. Durante a jornada de Sam, ele consegue encontrar e ativar um comunicador Sirian secreto, que tem forma de um obelisco, localizado em Luxor, que invoca uma nave espacial Sirian no espaço sideral a caminho da Terra. Sam corre em direção à Necrópole de Gizé para se encontrar com a nave espacial, mas se é encurralado pelo braço direito de Mental, Ugh Zan III. Após uma ávida batalha, Sam consegue derrotar o gigante e se teleporta para dentro da nave. Abordo do "SSS Centerpiece", ele deixa uma mensagem de telefone para Mental, falando que existe "um pacote de entrega especial para ele", e define curso para Sirius, o planeta natal Sirian.

### Serious Sam: The Second Encounter
Além de locais mais variados, The Second Encounter introduz armas novas à série, como a motosserra, um lança-chamas, um sniper rifle e a poderosa "Serious Bomb", além de vários novos monstros que Sam deve enfrentar.
A trilha sonora de The Second Encounter contém três versões instrumentais de músicas da banda croata de heavy-metal Undercode:
1. Freedom
2. As Above, So Below
3. Enlightening the World

#### Enredo
The Second Encounter começa onde o jogo anterior terminou, com Sam viajando para Sirius na nave "SSS Centerpiece". Para a má-sorte de Sam, a nave é acidentalmente atingida pelo "Ônibus de Turismo Croteam", e despenca em direção à superfície da Terra. Durante a queda, Sam consegue ler as coordenadas e se irrita ao perceber que irá cair no Egito novamente, mas ao invés disto, ele cai na América Central na época maia, sendo obrigado a deixar a nave em estado fora de reparo. Contudo, a esperança do protagonista continua forte ao descobrir que existe uma nave espacial de backup na Terra, que serve de apoio caso algo aconteça à "SSS Centerpiece". Esta nave estava escondida em um tempo e local diferente onde Sam caiu, obrigando-o a localizar os outros Time-Locks Sirian que o ajudarão a alcançar o seu destino.
Com este novo objetivo, Sam corre pela Mesoamérica, então viaja para a Mesopotâmia e finalmente chega à Europa Medieval onde a nave espacial de backup estava localizada. Durante a jornada, Sam batalha dois guardiões do Time-Lock: um poderoso espírito chamado "Kukulkan the Wind God" e uma criatura biomecânica chamada Exotech Larva. Finalmente, à frente da "Catedral do Sangue Sagrado", Sam enfrenta o último obstáculo no caminho para o Santo Graal, o chefe "Mordekai the Summoner". Após uma gloriosa batalha com Mordekai e os seus soldados, o invocador é finalmente silenciado para sempre. Nas cenas finais, Sam ergue o Santo Graal em suas mãos, e então é mostrado Sam confessando os seus pecados na Catedral, para Mental. Ele então promete a Mental que ele está indo pegá-lo. Durante os créditos finais, Sam ativa a nave espacial e viaja de volta no tempo-espaço para a sua próxima aventura. A história então continua em Serious Sam II.

### Dark Island
Dark Island é um pacote de fases adicionais para Serious Sam, feita por fãs, que foi lançada oficialmente como parte de Serious Sam: Gold Edition.

## Remakes

### Palm OS
Em novembro de 2001, a Global Star anunciou o fim do desenvolvimento de uma versão para Palm OS de The First Encounter, agendando lançamento no começo de dezembro do mesmo ano. O jogo possuiu 15 fases, e foram disponíveis em ambas as versões monocromáticas e coloridas. O lançamento foi dirigido pela InterActive Vision.

### Xbox
A versão para Xbox Serious Sam teve notáveis diferenças com a versão para PC, incluindo o model de Sam sendo modificado em The First Encounter para um estilo mais cartunesco, removendo os óculos escuros para fazê-lo parecer menos com Duke Nukem e mais com a sua aparência atual. A versão para Xbox inclui todas as fases de ambos os episódios para PC. Como resultado disto, as armas de The Second Encounter foram adicionadas às fases que foram parte do The First Encounter. As fases foram encurtadas, com lugares fora da área de jogo sendo removidas; assim, ao contrário da versão para PC, o jogador não pode ir longe para fora da área de jogo. Isto foi feito em visão da memória disponível do Xbox, que é reduzida em comparação a de computadores da época.
A jogabilidade recebeu um toque mais arcade nesta versão: um sistema de vidas foi implementado no modo singleplayer, usando a pontuação do jogador. A cada 100.000 pontos, o jogador recebe uma nova vida, que o possibilita respawnar no local de morte ao invés de algum ponto de save. Um sistema de pontos de combos também foi adicionado, recompensando o jogador por matar vários inimigos em um curto espaço de tempo. Outras mudanças na jogabilidade incluem a adição de tesouros e de pontos de save, que são representados por cabines vermelhas de telefone. Mira automática também foi implementada nesta versão para Xbox, para compensar o grau de controle de um gamepad em comparação a teclado e mouse no computador.

### HD
Serious Sam foi refeito na engine "Serious Engine 3" e lançado como uma versão HD. Esta versão possui gráficos, models e ambientes exuberantes atualizados em alta definição. Além das texturas e models dos personagens refeitos, o remake também introduziu um modo cooperativo online de até 16 jogadores (até 4 na versão para XBLA), modo deathmatch, servidores dedicados e achievements. Um novo modo de jogo, intitulado "Coop Tournament" ("Torneio Cooperativo") foi introduzido nesse remake.
O remake do primeiro episódio, chamado de Serious Sam HD: The First Encounter, foi lançado em 24 de novembro de 2009 para Windows PC pela Steam, e em 13 de janeiro de 2010 para Xbox 360. O remake do segundo episódio, intitulado Serious Sam HD: The Second Encounter, foi lançado em 28 de abril de 2010 para PC e em 22 de setembro de 2010 para Xbox Live. O DLC-fusão para o jogo, que merge ambos o The First Encounter e The Second Encounter, foi lançado em 23 de fevereiro de 2011, grátis para aqueles que possuem ambos os episódios HD na Steam. Um novo DLC para o The Second Encounter foi lançado na Steam em 15 de maio de 2012, intitulado "Legend of the Beast". O DLC contém novos mapas para os modos multiplayer e Survival, e novas missões no modo história.

## Desenvolvimento
A Croteam criou a sua própria engine para usar em ambos The First Encounter e The Second Encounter. Intitulado o "Serious Engine", foi designado para lidar com grandes distâncias de visão e um número massivo de models, ao contrário da maioria das engines de FPS que são desenvolvidas com poucos models animados na tela ao mesmo tempo e uma distância de visão limitada. A engine é eficiente neste quesito de manter a reprodução de diversos inimigos correndo até em máquinas modestas, tornando-se um desafiante contra as engines id Tech, Unreal ou Source. O "Serious Engine" pode renderizar por meio de ambos Direct3D ou OpenGL e, enquanto não suporta shaders de pixel ou vertex, é otimizado para a transformação, clipping e iluminação do hardware do Direct3D 7. O "Serious Engine" é disponibilizado para licenciamento pela Croteam.

## Recepção crítica
The First Encounter foi recipiente de elogios de vários críticos e consumidores, com uma nota média de 83% na Game Rankings e 87% na Metacritic. Recebeu também distintas premiações, incluindo "Jogo do Ano".
- Game of the Year (PC) (2001) — GameSpot[10]
- Editor's Choice — IGN[11]
- Outstanding Achievement in Technology (2001) — IGN Action Vault[12]
- Surprise of the Year (2001) — IGN Action Vault[12]

The Second Encounter também foi aclamado criticamente, com uma nota média de 84% na Game Rankings e de 85% na Metacritic.